# Pillnitz

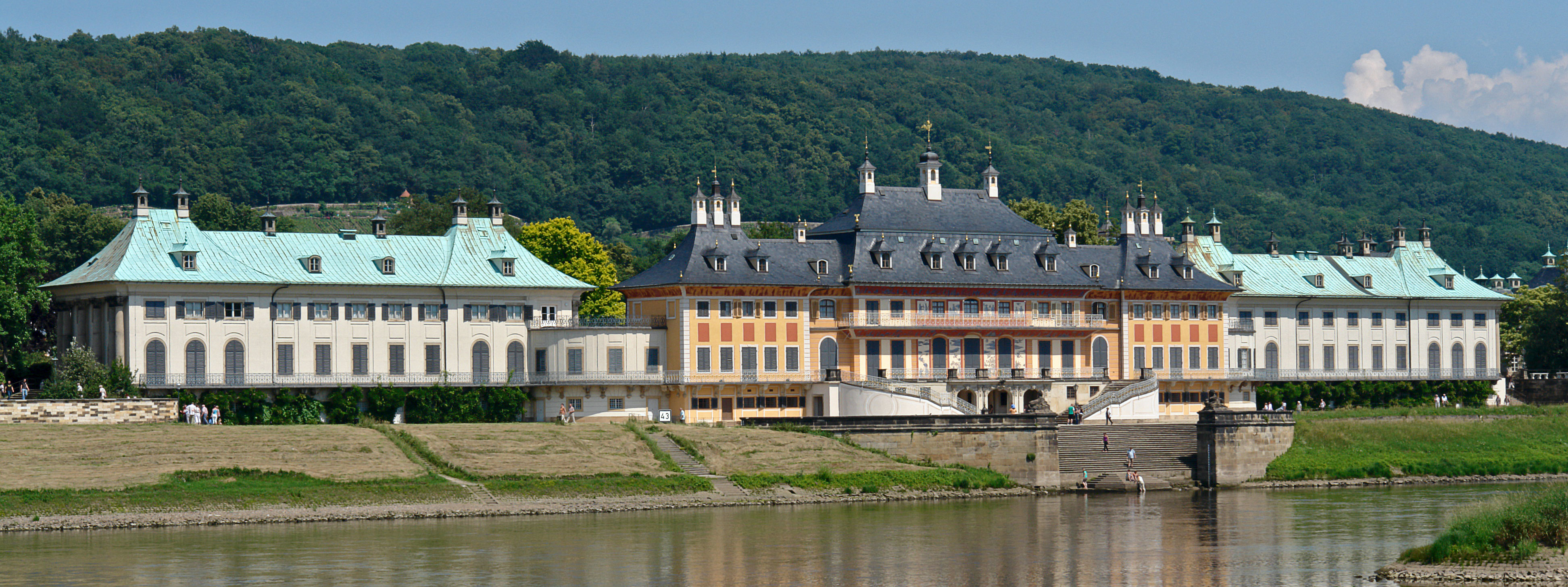
Slottet i Pillnitz

Pillnitz är en stadsdel i Dresden som ligger cirka 15 kilometer från stadens centrum vid Elbeflodens högra sida. Platsen är huvudsakligen känd för sitt slott och vinodlingar. Här fanns fram till andra världskriget en gobelängmanufaktur av överregional betydelse.
Pillnitz är säte för ett institut som forskar om fruktodling.

## Historia
Under 600-talet flyttade sorber till Elbes dalgång och grundade ett samhälle där Pillnitz idag är beläget. 1335 nämndes orten för första gången i en urkund, då med namnet Belennewitz. Slottets första delar uppfördes omkring 1400. 
25-27 augusti 1791 sammanträffade kejsar Leopold II och Fredrik Vilhelm II av Preussen i Pillnitz och slöt ett offentligt avtal och gemensamt uppträdande mot det revolutionära Frankrike vilket blev upptakten till första koalitionskriget.
Efter flera århundraden som by för jordbruk, vinodling och fiske blev Pillnitz under 1800-talet ett utflyktsmål för Dresdens invånare. Pillnitz fick en brygga för hjulångare, ett flertal restauranger och 1913 invigdes en spårvagnlinje. 1924 övergick slottet och den kringliggande parken i statens ägo. Vid slutet och kort efter andra världskriget var slottet och tillhörande byggnader ett provisoriskt lager för flera av Dresdens konstsamlingar. Sedan 1962 finns här olika konstutställningar.

## Slottet
I början fanns på platsen där slottet ligger en borg med vallgrav och vindbrygga. Den första versionen av slottet byggdes 1640 under adelssläkten von Bünau. Det var en tid bostad åt mätresser till det sachsiska kurfurstehuset. Från och med 1720 ändrades slottets utseende på uppdrag av August den starke till barock stil. I slottsparken skapades ett flertal mindre palats, kyrkor och paviljong. För många av dessa byggnader var arkitekten Matthäus Daniel Pöppelmann ansvarig.
Under Fredrik August I av Sachsen fick slottet omkring 1780 ännu fler tillbyggnader. Efter en brand i maj 1818 bygges ett nytt palats som fick namnet "Neues Palais". 
Det var på Pillnitz slott som Gustav, son till den avsatte Gustav IV Adolf av Sverige, avled år 1877.
I parken finns bland annat en 200 år gammal kamelia som är 8,6 meter hög.